# Lars Henrik Gam Madsen
Lars Henrik Gam Madsen (født 1970) er professor i formueret ved Juridisk Institut, Aarhus Universitet.
Lars Henrik Gam Madsen blev cand.jur. i 1996 og var fra 1996 til 2006 ansat i advokatfirmaet Bech-Bruun (oprindeligt Aros Advokater) i afdelingen for Mergers & Acquisitions (Venture Capital) med speciale i generel kontraktsret og transaktioner. Han var i 2005 medforfatter på en bog om spaltning. I 2006 blev han ansat som kandidatstipendiat ved Juridisk Institut, Aarhus Universitet, hvorfra han i 2008 erhvervede ph.d.-graden på afhandlingen Modregning med uklare krav. Lars Henrik Gam Madsen blev dr.jur. i 2021, hvor han forsvarede sin afhandling Virksomhedspant, fordringspant og pantsætningsforbud. Han har desuden publiceret en række formueretlige artikler og bøger. 
Lars Henrik Gam Madsen er som den første tre år i træk (2008-2011) blevet kåret som årets underviser af de jurastuderende ved Aarhus Universitet.
Lars Henrik Gam Madsen blev kåret som årets underviser på School of Business and Social Sciences i 2013.